# ناسوتوسراتوپس
ناسوتوسراتوپس یک سرده از دایناسورهای خانوادهٔ سراتوپسیدها (شاخ‌چهرگان) بود که در اواخر دورهٔ کرتاسه، حدود ۷۶ تا ۷۵٫۵ میلیون سال پیش، در آمریکای شمالی زندگی می‌کرد. نخستین سنگواره های شناخته‌شدهٔ آن از سال ۲۰۰۶ به بعد در ایالت یوتای آمریکا و در سازند کایپارویتس واقع در یادبود ملی پلکانی بزرگ گرند استرکیدس–اسکالانته (GSENM) کشف شدند. این یافته‌ها شامل جمجمه‌ای از یک فرد نابالغ با اسکلت ناقص پس‌جمجمه‌ای و آثار نادر پوست، به‌همراه دو جمجمهٔ ناقص دیگر بود. در سال ۲۰۱۳، این فرد نابالغ به عنوان نمونه تیپ (هولوتایپ) گونهٔ جدیدی به نام Nasutoceratops titusi معرفی شد. نام سرده به‌معنای «چهره‌شاخ‌دارِ بینی‌بزرگ» است و نام گونه نیز به افتخار دیرینه‌شناس آلن ال. تایتوس برای کارهایش در GSENM انتخاب شد. این دایناسور به دلیل بینی بزرگش در گزارش‌های خبری مشهور شد و بعدها در فیلم‌های *دنیای ژوراسیک* نیز ظاهر یافت.
جمجمهٔ هولوتایپ ناسوتوسراتوپس حدود ۱٫۵ متر (۴٫۹ فوت) طول دارد، و طول بدن آن حدود ۴٫۵ متر (۱۴٫۸ فوت) و وزنش حدود ۱٫۵ تُن (۱٫۷ تُن کوتاه) تخمین زده شده است. از ویژگی‌های منحصربه‌فرد آن می‌توان به ناحیهٔ پوزه اشاره کرد که به‌شکلی غیرمعمول عمیق، ولی از جلو به عقب کوتاه است. سوراخ بینی خارجی، ۷۵٪ از طول جمجمه در جلوی کاسه چشم را تشکیل می‌دهد. استخوان‌های بینی ممکن است دارای حفره‌های هوایی (پنوماتیزه) بوده باشند، که در سایر سراتوپسیدها مشاهده نشده است.
شاخ بینی ناسوتوسراتوپس کوتاه و تیغه‌ای است، در حالی که شاخ‌های بالای چشم (ابرویی) به‌طور قابل‌توجهی به جلو متمایل‌اند و حدود ۴۰٪ از طول کل جمجمه را تشکیل می‌دهند. این شاخ‌ها تا ۴۵۷ میلی‌متر (۱۸ اینچ) طول دارند و از بلندترین شاخ‌های شناخته‌شده در میان اعضای زیرخانوادهٔ *سنتروسارینه* هستند، به‌طوری‌که آن‌ها را با شاخ‌های گاوهای تگزاسی (Texas Longhorn) مقایسه کرده‌اند. طوق گردنی آن تقریباً دایره‌ای است و در وسط بیشترین عرض را دارد. برجستگی‌های استخوانی (اپی‌اوسیفیکیشن‌ها) در حاشیهٔ طوق به‌شکل هلال‌های کوتاه هستند، و یکی از آن‌ها در وسط لبهٔ بالایی طوق قرار دارد، ویژگی‌ای که در سایر سنتروسارین‌ها دیده نمی‌شود.
ناسوتوسراتوپس یکی از اعضای ابتدایی‌تر و اولیهٔ زیرخانوادهٔ سنتروسارینه بود و ممکن است شاخه‌ای مجزا به نام ناسوتوسراتوپسینی (Nasutoceratopsini) را درون این گروه تشکیل داده باشد که شامل نزدیک‌ترین خویشاوندان آن است.
کارکرد دقیق ناحیهٔ عمیق جلویی جمجمهٔ ناسوتوسراتوپس مشخص نیست، ولی ممکن است با عمل جویدن مرتبط بوده باشد. عملکرد شاخ‌ها و طوق‌های گردنی در سراتوپسیان‌ها همواره مورد بحث بوده و فرضیه‌هایی مانند نمایش، مبارزه و شناسایی گونه‌ها مطرح شده‌اند. شاخ‌های ابرویی ناسوتوسراتوپس که به جلو متمایل‌اند، ممکن است برای درگیری و قفل شدن با حریفان، مشابه با رفتار برخی گاوسانان امروزی، کاربرد داشته‌اند.
سازند کایپارویتس که به دورهٔ کامپانین پسین بازمی‌گردد، در زمان خود بخشی از قارهٔ جزیره‌ای لارامیدیا بوده است. این منطقه به‌واسطهٔ دریای داخلی غربی از بقیهٔ آمریکای شمالی جدا شده بود و دارای محیطی مرطوب با حیات‌وحش متنوعی، از جمله دیگر سراتوپسیان‌ها، بوده است. بر پایهٔ ارتباط میان ناسوتوسراتوپس و دیگر سنتروسارین‌های هم‌دوره، پیشنهاد شده که لارامیدیا به نواحی زیستی مجزایی با گونه‌های بومی خود تقسیم شده بود، اگرچه این نظریه مورد مناقشه است.